# Giovanni Mazza
(Armando Maglione, in G. MAZZA, Poesie latine e italiane, Napoli, Dick Peerson, 1988)
Giovanni Mazza (Torre del Greco, 30 aprile 1877 – Napoli, 12 novembre 1943) è stato un poeta italiano. È uno dei più interessanti poeti in latino del Novecento, cinque volte insignito della magna laus nel prestigioso Certamen poeticum Hoeufftianum di Amsterdam.

## Biografia
Nasce il 30 aprile 1877 a Torre del Greco e si laurea in lettere presso l'Università di Napoli. Esordisce a venticinque anni come poeta in lingua pubblicando un volumetto di versi (Prime rime, 1902). 
Segue un lungo silenzio, che dura venticinque anni, e che sarà interrotto nel 1927, quando Mazza ricomincia a scrivere versi, ma solo in latino. Compone in quell'anno Quattuor anni tempora (“Le quattro stagioni”) e Retina, seu Herculanei excidium (“Resina, o la distruzione di Ercolano”), che vengono pubblicati nel 1928 e che daranno inizio a un periodo di intenso lavoro poetico, che riempie gli ultimi quindici anni della sua vita, durante i quali compone l'intero “corpus” dei suoi Latina carmina: sette opere pubblicate in vita e cinque rimaste inedite fino al 1988, quando vedranno la luce nel volume Poesie latine e italiane, che raccoglie l'intera sua produzione. Queste le opere premiate con la magna laus ad Amsterdam: nel 1928, Quattuor anni tempora (“Le quattro stagioni”); nel 1930, Italia renata (“L'Italia rinata”) e Fabularum liber primus (“Primo libro delle favole”); nel 1931, Ver lacrumosum (“Primavera di lacrime”); nel 1933, Caelestia (“Fenomeni celesti”). 
Ottenne anche la “menzione d'onore” al Certamen Ruspantinianum di Roma, nel 1934 per Fabularum liber alter (“Secondo libro delle favole”) e per Caelestia (già premiato ad Amsterdam) e nel 1940 per Sic labitur aetas (“Così scorre il tempo”).
Nel 1904 sposa Maria Antonetta Iesu, dalla quale ha avuto sette figlie. Ha insegnato materie letterarie nella Scuola di Avviamento di Torre del Greco.
Muore a Napoli il 12 novembre 1943, dopo una vita difficile, negli anni ancora più difficili della guerra.

## Le opere
- Prime rime, Napoli, Tip. F. Starace, 1902.
- Quattuor anni tempora, Amsterdam, Academia Regia Disciplinarum Nederlandica, 1928 (anche: Torre del Greco, Palomba & Mazza, 1928).
- Retina, seu Herculanei excidium, Torre del Greco, Palomba & Mazza, 1928.
- Italia renata, Amsterdam, Academia Regia Disciplinarum Nederlandica, 1930.
- Fabularum liber primus, Amsterdam, Academia Regia Disciplinarum Nederlandica, 1930.
- Ver lacrumosum, Amsterdam, Academia Regia Disciplinarum Nederlandica, 1931.
- Latina carmina, Napoli, Di Lauro, 1931 (comprende tutti i poemetti fin allora insigniti della magna laus ad Amsterdam: Quattuor anni tempora, Italia renata, Fabularum liber primus, Ver lacrumosum).
- Caelestia, Amsterdam, Academia Regia Disciplinarum Nederlandica, 1933.
- Fabularum liber alter, Napoli, Gila, 1934.
- Poesie latine e italiane, a cura di Armando Maglione e Biagio Scognamiglio, Napoli, Dick Peerson, 1988: comprende tutte le opere latine già pubblicate, con l'aggiunta di cinque poemetti inediti (Felis viator/Il gatto viaggiatore, Hirundines/Le rondini, Nymphae monitus/Il monito della ninfa, Sirenes/Le sirene, Sic labitur aetas/Così scorre il tempo), sempre con versione italiana a fronte, e di un'ampia scelta delle poesie italiane edite e inedite.

| Controllo di autorità | VIAF (EN) 280398650 · ISNI (EN) 0000 0000 6184 3918 · SBN CFIV090838 · BAV 495/220754 · GND (DE) 1157780601 |